# (38365) 1999 RE158
1999 أر إي 158 (ويعرف أيضًا باسم (38365) 1999 أر إي 158 وفق تسمية الكوكب الصغير) (بالإنجليزية: 1999 RE158)‏ هو كويكب ضمن حزام الكويكبات؛ وترتيبه 38365 من حيث الاكتشاف.
اكتُشف هذا الجُرم الفلكي بواسطة بحث لنكولن عن الكويكبات القريبة من الأرض في 9 سبتمبر 1999.

## وصلات خارجية
- (38365) 1999 RE158 في قاعدة بيانات مختبر الدفع النفاث لأجرام النظام الشمسي الصغيرة

- الاكتشاف · مخطط المدار ·  العناصر المدارية · المعلمات المادية

- (38365) 1999 RE158 على موقع ويكي سكاي: DSS2, SDSS, GALEX, IRAS, Hydrogen α, X-Ray, Astrophoto, Sky Map, Articles and images